# Equatosypna equatorialis
Equatosypna equatorialis är en fjärilsart som beskrevs av Holland 1894. Equatosypna equatorialis ingår i släktet Equatosypna och familjen nattflyn. Inga underarter finns listade i Catalogue of Life.